# Бур (Підляське воєводство)
Бур (пол. Bór) — село в Польщі, у гміні Августів Августівського повіту Підляського воєводства.
Населення — 81 особа (2011).
У 1975-1998 роках село належало до Сувальського воєводства.

## Демографія
Демографічна структура станом на 31 березня 2011 року:
|          | Загалом | Допрацездатний вік | Працездатний вік | Постпрацездатний вік |
| -------- | ------- | ------------------ | ---------------- | -------------------- |
| Чоловіки | 52      | 2                  | 44               | 6                    |
| Жінки    | 29      | 1                  | 21               | 7                    |
| Разом    | 81      | 3                  | 65               | 13                   |